# 펑쯔

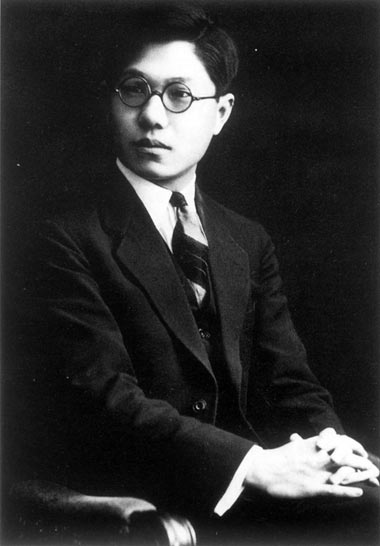

풍지 혹은 펑쯔(冯至) (1905년 - 1993년)는 톈진(天津) 출신의 중국 현대시인, 교육가, 독일문학전문가, 번역가이다.

## 주요저서
시집
- 昨日之歌
- 十四行集
- 十年诗抄
- 冯至诗选
- 冯至选集
- 立斜阳集

산문집
- 山水
- 东欧杂记

역사소설
- 伍子胥

번역
- 海涅诗选
- 德国， 一个冬天的童话